# Freud (film)
Freud: The Secret Passion, of kortweg Freud, is een film uit 1962 van regisseur John Huston. De hoofdrollen worden vertolkt door Montgomery Clift, Susannah York, Larry Parks en Susan Kohner. Freud is een biopic gebaseerd op het leven van de bekende psychiater Sigmund Freud.

## Verhaal
Sigmund Freud is een psychiater die, in tegenstelling tot zijn collega's, wel hysterische patiënten behandelt. Anders dan zij is hij niet ervan overtuigd dat ze slechts aandacht willen. Aan de hand van meerdere patiënten ontwikkelt Freud een nieuwe theorie, beter bekend als de psychoanalyse. Een van zijn opmerkelijkste patiënten heet Cecily Koertner, een neurotische jongevrouw, die erg gefixeerd is op haar vader.

## Rolverdeling
| Acteur            | Personage           |
| ----------------- | ------------------- |
| Montgomery Clift  | Sigmund Freud       |
| Susannah York     | Cecily Koertner     |
| Larry Parks       | Dr. Joseph Breuer   |
| Susan Kohner      | Martha Freud        |
| Eileen Herlie     | Frau Ida Koertner   |
| Fernand Ledoux    | Dr. Charcot         |
| David McCallum    | Carl von Schlossen  |
| Rosalie Crutchley | Frau Freud          |
| David Kossoff     | Jacob Freud         |
| Joseph Fürst      | Herr Jacob Koertner |

## Nominaties

### Oscars
- Best Writing, Story and Screenplay - Written Directly for the Screen - Charles Kaufman, Wolfgang Reinhardt
- Best Music, Score - Substantially Original - Jerry Goldsmith

### Golden Globes
- Best Motion Picture - Drama
- Best Motion Picture Director - John Huston
- Best Motion Picture Actress - Drama - Susannah York
- Best Supporting Actress - Susan Kohner

## Trivia
- In 1958 vroeg regisseur John Huston aan de Franse filosoof Jean-Paul Sartre of hij een scenario over het leven van Sigmund Freud wilde schrijven. Sartre deed dit, maar zijn eerste versie was te lang, waarna hij het scenario herschreef. Maar ook deze versie was veel te lang. Uiteindelijk trok Sartre zich terug en liet hij zijn naam verwijderen uit de credits. Later werd zijn scenario uitgebracht als een boek met de titel The Freud Scenario.
- Marilyn Monroe kreeg bijna de rol van Cecily Koertner. Zij kreeg de voorkeur van Sartre. Uiteindelijk was het Susannah York die in de huid mocht kruipen van het kleurrijke personage.
- De opnames duurden veel langer dan gepland, waardoor de kosten van de film hoog opliepen. De filmstudio weet dit aan Montgomery Clift wiens gezondheidsproblemen ervoor gezorgd hadden dat de opnames steeds werden uitgesteld. De studio begon een rechtszaak tegen Clift, maar toen de film een groot succes bleek, kwamen de twee partijen tot een schikking. De gezondheidsproblemen van Clift waren een gevolg van zijn alcohol- en drugsverslaving.
- Clift had ook gezondheidsproblemen tijdens de opnames van The Misfits, een film die eveneens door Huston geregisseerd werd. Tijdens de opnames van die film ontfermde Huston zich als een vaderfiguur over Clift. Tijdens de opnames van Freud sloeg de toon volledig om en liet Huston zijn hoofdrolspeler zich ongemakkelijk voelen. Clift, wiens homoseksualiteit vermoedelijk aan de basis lag van diens alcohol- en drugsverslaving, werd door Huston steeds geconfronteerd met Freuds term "seksuele verdringing". Vermoedelijk kon Huston niet omgaan met het feit dat zijn "surrogaatzoon" een homo was. Monroe, een vriendin van Clift, speelde ook mee in The Misfits. Zij raadde hem aan om nooit meer samen te werken met Huston.[1]
- De film werd in 1963 getoond op het Filmfestival van Berlijn.